# (1034) Моцартия
(1034) Моцартия (нем. Mozartia) — небольшой астероид главного пояса, принадлежащий к астероидам светлого спектрального класса S. Он был открыт 7 сентября 1924 года советским астрономом Владимиром Альбицким в Симеизской обсерватории и назван в честь великого австрийского композитора — Вольфганга Амадея Моцарта.

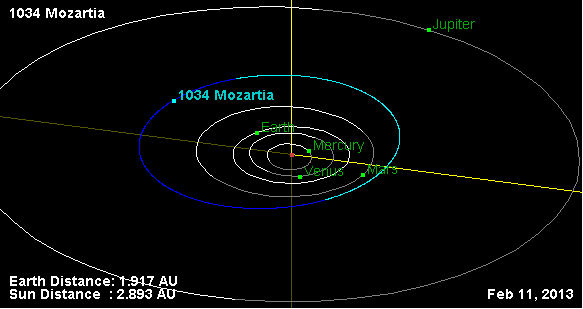
Орбита астероида Моцартия и его положение в Солнечной системе